# Galleria Gallo
La Galleria Gallo è un passage della città di Barletta, in Puglia.
Lunga 53 metri, è posta nel centro storico di Barletta, nel borgo di Sette Rue. 
Collega corso Vittorio Emanuele a via Ospedale dei Pellegrini.

## Storia
Costruita dall'impresa Abbate e d'Ambra, fu inaugurata nel 1899 per favorire il transito delle carrozze dirette a teatro e conserite celermente l'accesso al vestibolo.
Nel secondo dopoguerra diventò a tutti gli effetti una galleria commerciale, ospitando attività commerciali, tra cui una profumeria e un giornalaio. 
Negli anni '70 fu dedicata alla memoria dei fratelli musicisti "Gallo".
Ospita eventi temporanei e mostre, ma non è aperta in modo continuativo al pubblico.